# República Soviètica del Nord del Caucas
La república Soviètica del Nord del Caucas fou un efímer estat bolxevic que va existir per uns mesos el 1918.
Es va formar per la unió de la república Soviètica del Kuban - Mar Negra i la república Soviètica de Stàvropol. Aquesta unió es va proposar el 7 de juliol de 1918 i es va aprovar al I Congrés de Soviets del Nord del Caucas a Ekaterinodar el dia 16 amb el jueu Avraam Azorgivich Rubin com a cap executiu, i Yan Vasilyevich Poluyan com a president del consell de Consell Militar. Stàvropol ja havia estat ocupada el 21 de maig de 1918 i la capital de la nova república es va establir a Ekaterinodar però aquesta també fou ocupada pels blancs de l'Exèrcit de Voluntaris de Rússia el 5 d'agost, i l'antiga república Popular del Kuban fou restablerta el 16 d'agost. El govern de la república Soviètica del Nord del Caucas es va traslladar a Piatigorsk. El 21 d'octubre de 1918 Rubin i altres membres del comitè executiu foren arrestats i executats per ordre de I.L. Sorokin, comandant de l'Exèrcit Roig al Nord del Caucas, però el II Congrés dels Soviets del Nord del Caucas va deposar Sorokin i va designar nous membres del comitè executiu, sota la direcció de M.S. Akulov. El desembre de 1918 les últimes posicions bolxevics foren ocupades per l'Exèrcit de Voluntaris de Rússia. Poluyan, Akulov i altres van poder fugir i van establir un govern a l'exili a Tsaritsin (moderna Volgograd). L'11 de gener de 1919, liquidada tota resistència, Denikin abolia la república. A la mar Negra no obstant operaven contingents dels anomenats Verds i els georgians van poder instal·lar durant el 1919 un govern menxevic a Novorossisk que va proclamar la República de la Mar Negra coneguda com a República Verda.